# Landskapsinformation
Landskapsinformation är samlingsbegrepp för geodata eller geografisk information som insamlas för att beskriva landskapet. Hit hör kartografiska data såsom Lantmäteriets kartor, Sjöfartsverkets sjökort, SGU:s geologiska kartor, men även kommuners storskaliga kartproduktion i form av primärkartor, gaturegister, ledningsregister med mera.
Begreppet används i olika sammanhang exempelvis lagtexter och förordningar för att enkelt sammanfatta en massa typer av geodata. Exempel lagen (1993:1742) om skydd för landskapsinformation, Utvecklingsrådet för landskapsinformation och så vidare.